# Římskokatolická farnost Želetava
Římskokatolická farnost Želetava je územní společenství římských katolíků s farním kostelem svatého Michaela archanděla v moravskobudějovickém děkanství.

## Historie farnosti
První zmínka o farním kostele pochází z roku 1303. V 16. století byl renesančně přestavěn, během třicetileté války byl vyloupen a vypálen. V následujících stoletích byl několikrát přestavován a upravován, naposledy v letech 1842–1844.

## Duchovní správci
Od 1. září 2008 byl farářem R. D. Pavel Rostislav Novotný, OPraem.Toho k 1. srpnu 2019 vystřídal jako farář R. D. Tomáš Mikula. Od 1. srpna 2024 je administrátorem farnosti R. D. Lukasz Zaraś.

## Bohoslužby
| Kostel                      | Místo    | Bohoslužba (den) | Hodina     | Poznámka     |
| --------------------------- | -------- | ---------------- | ---------- | ------------ |
| svatého Michaela archanděla | Želetava | neděle pátek     | 8.00 17.30 | farní kostel |

## Aktivity ve farnosti
Dnem vzájemných modliteb farností za bohoslovce a bohoslovců za farnosti brněnské diecéze je 29. leden. Adorační den připadá na nejbližší neděli po 14. květnu.
Farnost se účastní akce Tříkrálová sbírka. V roce 2014 se při ní ve farnosti vybralo 35 576 korun (v Bítovánkách 4 765 korun, v Horkách 2 822 korun, v Lesné 2 221 korun, v Šašovicích 5 129 korun a v Želetavě 20 639 korun). V roce 2017 činil výtěžek sbírky jen v Želetavě 21 112 korun.